# Europäischer Verhaltenskodex für Mediatoren
Der Europäische Verhaltenskodex für Mediatoren definiert freiwillig einzuhaltende Verhaltensregeln für die Mediation. Der Verhaltenskodex wurde am 2. Juli 2004 auf einer Konferenz der Europäischen Kommission zur Mediation vorgestellt und dort angenommen.

## Inhalt
Der Verhaltenskodex regelt in vier Abschnitten Normen für die folgenden Themenbereiche:
1. Kompetenz und Ernennung von Mediatoren: Hier ist insbesondere festgelegt, dass Mediatoren eine einschlägige Ausbildung und kontinuierliche Fortbildung sowie Erfahrungen mit Mediationstätigkeiten auf der Grundlage einschlägiger Standards oder Zulassungsregelungen vorweisen müssen und verpflichtet sind, den Parteien auf ihren Antrag Informationen zu seinem Hintergrund und seinen Erfahrungen zur Verfügung zu stellen.
2. Unabhängigkeit und Unparteilichkeit: Hier ist u. a. die Offenlegungspflicht des Mediators festgehalten sowie seine Verpflichtung, in seinem Handeln und Auftreten den Parteien gegenüber stets unparteiisch zu sein und im Mediationsprozess allen Parteien gleichermaßen zu dienen.
3. Mediationsvereinbarung, Verfahren, Mediationsregelung und Vergütung: Hier geht es u. a. um die anfänglich zu erstellende Mediationsvereinbarung, die auf Antrag der Parteien schriftlich niedergelegt wird und ein faires Verfahren mit der Möglichkeit für die Parteien, sich jederzeit aus der Mediation zurückzuziehen. Im Rahmen seiner Kompetenz kann der Mediator die Parteien auf Antrag informieren, wie sie die  Abschlussvereinbarung formulieren können und welchen Voraussetzungen sie vollstreckbar ist. Der Mediator muss vollständig über die Kostenregelung informieren und die Mediation beginnt erst, nachdem die Parteien die Grundsätze der Vergütung des Mediators annehmen.
4. Vertraulichkeit: Hierzu ist festgelegt: „Der Mediator wahrt die Vertraulichkeit aller Informationen aus dem Mediationsverfahren oder im Zusammenhang damit und hält die Tatsache geheim, dass die Mediation stattfinden soll oder stattgefunden hat, es sei denn, er ist gesetzlich oder aus Gründen der öffentlichen Ordnung zur Offenlegung gezwungen. Informationen, die eine der Parteien dem Mediator im Vertrauen mitgeteilt hat, dürfen nicht ohne Genehmigung an andere Parteien weitergegeben werden, es sei denn, es besteht eine gesetzliche Pflicht zur Weitergabe.“

## Nachfolgende Entwicklungen
Wenige Monate nach der Annahme des Verhaltenskodex legte die Europäische Kommission ihren Vorschlag für die Richtlinie 2008/52/EG (Mediationsrichtlinie) vor.